# Мішель Вотерсон
Мішель Вотерсон (англ. Michelle Waterson; *6 січня 1986, Колорадо-Спрінгз, США) — американська спортсменка, боєць змішаного стилю, а також актриса і фотомодель тайського походження.

## Життєпис
Мішель Уотерсон народилась 6 січня 1986 року в місті Колорадо-Спрінгз (США), але дитинство провела в Орорі. З дитинства займалась спортом. Відразу після школи почала працювати моделлю. З 2007 року професійно виступає в змішаних єдиноборствах. Для того щоб тренуватися і виступати в змішаних єдиноборствах, Уотерсон довелося залишити навчання в коледжі. Завоювала титул чемпіонки Invicta FC у найлегшій ваговій категорії (Straw Weight Championship). В 2015 році підписала контракт з UFC і виграла свій перший бій допомогою підпорядкування противника. У 2017 році з’явилася в голому вигляді у випуску журналу «ESPN Body». Вона також виконала кілька дрібних ролей у фільмах і є однією з найкрасивіших жінок-бійців ММА.

## Фільмографія
| Рік  |    | Українська назва | Оригінальна назва                 | Роль                               |
| ---- | -- | ---------------- | --------------------------------- | ---------------------------------- |
| 2009 | кф |                  | Megadeth: Head Crusher            | боєць у клітці                     |
| 2009 | кф |                  | Megadeth: Head Crusher, Version 2 | заложниця                          |
| 2010 | ф  | СуперМакҐрубер   | MacGruber                         | дівчина у клубі                    |
| 2011 | ф  | Нічка жахів      | Fright Night                      | вампірка                           |
| 2012 | ф  | Джекі            | Jackie                            | китайська офіціантка               |
| 2017 | с  | Нічна зміна      | The Night Shift                   | офіцер SWAT (Епізод: "Resurgence") |
| 2018 | с  |                  | UFC Embedded: Vlog Series         | у ролі самої себе (6 серій)        |
| 2018 | ф  |                  | Crossed Lines                     | Тріш Кой                           |
| 2025 | ф  | Спустошення      | Havoc                             | кілер                              |